# Lajos Batthyány
Lajos Batthyány (ur. 10 lutego 1807 w Preszburgu, zm. 6 października 1849 w Peszcie) – hrabia, członek starej, szlacheckiej rodziny Batthyány. Pierwszy premier Węgier w roku 1848.

## Życiorys
Lajos Batthyány chciał początkowo jako młody mężczyzna robić karierę wojskową, jednak już 1827 zmienił zdanie, opuścił wojsko i zajął się zarządzaniem swoimi dobrami i studiowaniem prawa, kończąc studia złożonym w Zagrzebiu egzaminem końcowym.
Od 1830 brał udział jako członek koła magnatów w posiedzeniach parlamentu węgierskiego w Bratysławie. 4 grudnia 1834 poślubił Antonię z domu Zichy de Vazsonkeö. Batthyány walczył o prawa węgierskiego narodu do niepodległości, własnego rządu i konstytucji. Cel ten chciał osiągnąć na drodze reform i rokowań z Austriakami, kierując się przykładem Istvána Széchenyiego, a nie Lajosa Kossutha.
W 1848 życzenia narodu węgierskiego zostały przedstawione cesarzowi Austrii i królowi Węgier Ferdynandowi I. Jednocześnie wybrano Batthyánya na pierwszego premiera niezależnych Węgier. Militarna odpowiedź Austrii padła 9 września, kiedy to ok. 350 tysięczne siły interwencyjne Rosji, Chorwacji i Austrii wkroczyły do Węgier. W kleszczach między rosyjskimi wojskami z północy i wschodu, chorwackimi pod dowództwem hrabiego Jelacicia z południa i austriackimi pod wodzą marszałka Alfreda von Windisch-Graetz z zachodu został zdławiony węgierski ruch wolnościowy, a Węgry stały się ponownie częścią monarchii Habsburgów. Po klęsce wojny o niepodległość ok. 4900 węgierskim oficerom i żołnierzom udało się uciec do Imperium Osmańskiego, 13 węgierskich generałów i oficerów w Aradzie i samego Batthyánya (jako byłego premiera) w Peszcie skazano na śmierć i 6 października 1849 wyroki wykonano. Jedna z legend, którą według węgierskiego historyka Róberta Hermanna, stworzyli handlarze winem, mówi, że jakoby po egzekucji austriaccy oficerowie stuknęli się na toast piwem i w związku z tym stukanie się piwem na Węgrzech jest do dziś źle widzianym i obraźliwym gestem. Prawdą natomiast jest, iż 6 października 1849 r. był na Węgrzech dniem żałoby narodowej, a w miejscu egzekucji Batthyánya płonie do dziś wieczny ogień.
Zwłoki Batthyánya zostały złożone w krypcie kościoła Franciszkanów, a po Węgiersko-Austriackej ugodzie uroczyście przeniesione i pochowane 9 czerwca 1870 w mauzoleum na cmentarzu Kerepesi, niedaleko Dworca Wschodniego (Budapest Keleti) w Budapeszcie.